# Gmina Pielgrzymka
Gmina Pielgrzymka je polská vesnická gmina v okrese Złotoryja v Dolnoslezském vojvodství. Sídlem gminy je ves Pielgrzymka. V roce 2010 zde žilo 4 659 obyvatel..
Gmina má rozlohu 105,15 km², zabírá 18,27% rozlohy okresu. Skládá se z 9 starostenství.

## Starostenství
Czaple, Nowa Wieś Grodziska, Nowe Łąki, Pielgrzymka, Proboszczów, Sędzimirów, Twardocice, Wojcieszyn, Jastrzębnik